# La selva en casa
La selva en casa fue un programa de televisión producido por Molinos de Papel y emitido en la cadena Cuatro. Presentado por Frank Cuesta, que se dedica a recorrer la geografía española mostrando la fauna del país y visitando a diversos particulares que crían animales en cautividad. Durante su etapa de aventuras, Frank ha estado acompañado por Santiago Trancho, el cámara que graba la ruta en tierras asiáticas y Sonia López, la directora.
Fue estrenado el domingo 25 de diciembre de 2011 y está avalado y producido por la cadena Cuatro debido al éxito que ha obtenido su primera versión: Frank de la jungla, registrando grandes datos de audiencia en sus dos temporada de emisión con una media de 1.672.000 espectadores y el 8,4% de cuota de pantalla. Se puede considerar un spin-off de Frank de la jungla, formato original centrado en especies y regiones exóticas.

## Sinopsis
Frank Cuesta regresa de la jungla para redescubrir la fauna ibérica. En La selva en casa, este aventurero cambia los parajes asiáticos por la península ibérica, donde lidiará con toros bravos, perseguirá a las escurridizas víboras y seguirá las huellas del lobo ibérico.
Frank y su equipo, recorren 32.000 kilómetros de norte a sur y de este a oeste, repasando el reino animal de España. No sólo el salvaje, también los animales que viven en las casas como peculiares mascotas. Entre ellos tigres, chimpancés o iguanas.

## Episodios y audiencias
| N.º | Título                          | Ruta / Recorrido         | Fecha de emisión        | Espectadores | Share |
| --- | ------------------------------- | ------------------------ | ----------------------- | ------------ | ----- |
| 01  | La víbora Áspid Zinnikeri       | Cataluña                 | 25 de diciembre de 2011 | 1.158.000    | 6,4%  |
| 02  | La víbora hocicuda              | Teruel                   | 1 de enero de 2012      | 1.462.000    | 7,3%  |
| 03  | El siluro                       | Zaragoza (Mequinenza)    | 8 de enero de 2012      | 1.530.000    | 7,5%  |
| 04  | Lobos ibéricos en semilibertad  | Málaga (Antequera)       | 15 de enero de 2012     | 1.562.000    | 7,4%  |
| 05  | Tras las huellas del oso pardo  | Lérida (Valle de Arán)   | 22 de enero de 2012     | 1.422.000    | 6,9%  |
| 06  | Animales salvajes en cautividad | La Coruña                | 29 de enero de 2012     | 1.499.000    | 7,0%  |
| 07  | El desierto de Los Monegros     | Huesca (Los Monegros)    | 5 de febrero de 2012    | 1.436.000    | 6,6%  |
| 08  | ¡A por los cazadores furtivos!  | Lérida (Valle de Arán)   | 12 de febrero de 2012   | 1.244.000    | 5,7%  |
| 09  | Frank busca a la cabra montesa  | Ávila (Sierra de Gredos) | 19 de febrero de 2012   | 1.151.000    | 5,4%  |